# Louis Descubes
Pour les articles homonymes, voir Descubes.
Louis Descubes est un homme politique français né le 2 mars 1887 à Saint-Laurent-sur-Gorre (Haute-Vienne) et décédé le 15 avril 1935 à Saint-Laurent-sur-Gorre.
Médecin, il est maire de Saint-Laurent-sur-Gorre de 1919 à 1935 et conseiller général. Il est député de la Haute-Vienne de 1928 à 1932, inscrit au groupe Républicain socialiste.

## Sources
- « Louis Descubes », dans le Dictionnaire des parlementaires français (1889-1940), sous la direction de Jean Jolly, PUF, 1960 [détail de l’édition]